# 226 v.Chr.
Het jaar 226 v.Chr. is een jaartal volgens de christelijke jaartelling.

## Gebeurtenissen

### Italië
- Marcus Valerius Maximus Messala en Lucius Apustius Fullo zijn consul in het Imperium Romanum.
- De Senaat verbiedt in een Romeinse wet (Lex Scantinia) bepaalde vormen van homoseksualiteit.

### Carthago
- Hasdrubal de Schone sluit een verdrag met Rome, hierbij erkennen de Romeinen de rivier de Ebro als landsgrens en de heerschappij van Carthago.
- De Iberische stadstaat Saguntum wordt een bondgenoot van Rome, maar ligt in de Carthaagse invloedssfeer.

### Griekenland
- Cleomenes III verslaat op de Peloponnesos de Achaeïsche Bond onder Aratos van Sikyon, hij bezet de steden Argolis, Korinthe en Mantinea.